# Charroux (Allier)
Charroux – miejscowość i gmina we Francji, w regionie Owernia-Rodan-Alpy, w departamencie Allier.

## Demografia
Według danych na rok 1990 gminę zamieszkiwały 324 osoby, a gęstość zaludnienia wynosiła 31 osób/km². W styczniu 2015 r. Charroux zamieszkiwało 397 osób, przy gęstości zaludnienia wynoszącej 38,1 osób/km².